# Limnosciadium
Limnosciadium là chi thực vật có hoa trong họ Apiaceae.